# Lista de ilhéus de Ilha Caroline

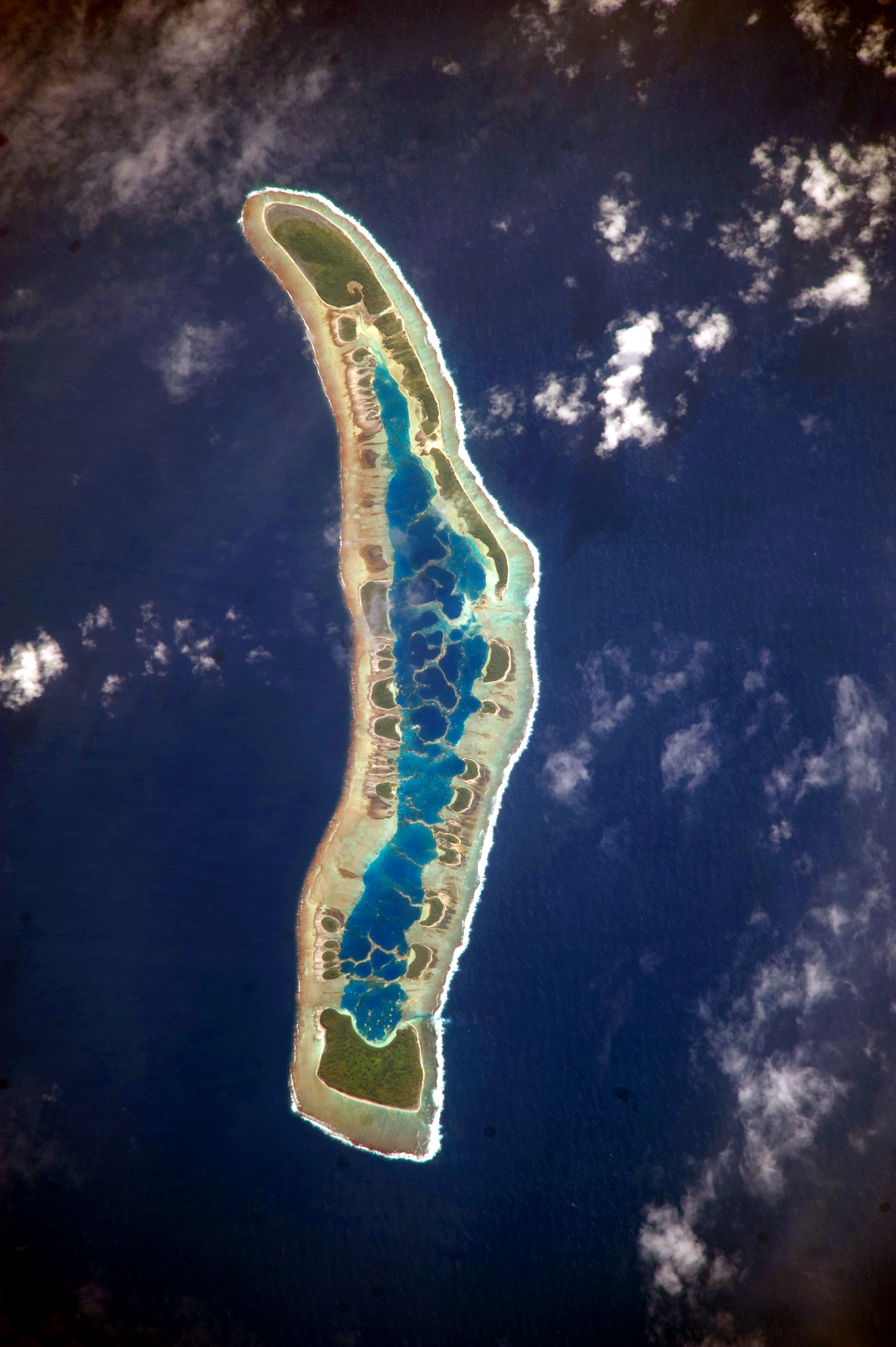
Imagem de satélite da Ilha Caroline.

Os 39 pequenos ilhéus de Ilha Caroline, um atol de forma crescente localizado há 1.500 km ao sul do Arquipélago do Havaí no Oceano Pacífico central, consistem em depósitos de areia e rocha calcário posicionados acima de um recife de coral com uma origem geológica comum e rodeiam uma rasa lagoa central, somente estando a poucos metros do nível do mar.
Três grandes ilhéus — Ilhéus Nake, Longo, e do Sul — compõem 68 por cento da área de terra. A junção restante de pequenos ilhéus, divididos em quatro grupos, foram pesquisados durante uma expedição ecológica em 1988, conduzida por Angela e Cameron Kepler.

## Lista de grupos de ilhéus e ilhéus únicos
| Ilhéu ou grupo                                                  | Área (m²)    | Coordenadas                  | Localização | Número de ilhéus |
| --------------------------------------------------------------- | ------------ | ---------------------------- | ----------- | ---------------- |
| Ilhéu Nake                                                      | 917.000      | 9° 54′ 43″ S, 150° 12′ 18″ O | norte       | 1                |
| Ilhéu Longo (Ilha Millennium)                                   | 760.000      | ...                          | nordeste    | 1 1)             |
| Ilhéu Nake do Sul                                               | 162.000      | ...                          | noroeste    | 7                |
| Ilhéus Leeward Centrais                                         | 479.000      | ...                          | oeste       | 11               |
| Ilhéus Leeward do Sul                                           | 112.000      | ...                          | southwest   | 5                |
| Ilhéus Windward                                                 | 513.600      | ...                          | leste       | 13               |
| Ilhéu do Sul (Rimapoto)                                         | 1.044.000    | ...                          | sul         | 1                |
| Atol Caroline                                                   | 3.987.600 2) | 9° 56′ 13″ S, 150° 12′ 42″ O |             | 39               |
| 1) originalmente um cadeia de 5 ilhéus que acabaram se juntando |              |                              |             |                  |
| 2) área em 1988, área atual somente 3.760.000                   |              |                              |             |                  |

## Lista de ilhéus
| Nake Islet                                         | 917,000      | 9° 54′ 43″ S, 150° 12′ 18″ O | -                       |
| Long Islet (Millennium Island)                     | 760,000      | ...                          | -                       |
| Pandanus Islet                                     | 74,000       | ...                          | South Nake Islets       |
| Danger Islet                                       | 27,000       | ...                          | South Nake Islets       |
| Booby Islet                                        | 8,000        | ...                          | South Nake Islets       |
| Coral Islet                                        | 17,000       | ...                          | South Nake Islets       |
| Lone Palm Islet                                    | 20,000       | ...                          | South Nake Islets       |
| Motu Kota ("Red-footed Booby Islet")               | 6,000        | ...                          | South Nake Islets       |
| Motu Mouakena ("Masked Booby Islet")               | 10,000       | ...                          | South Nake Islets       |
| Motu Mannikiba ("Seabird Islet")                   | 215,000      | ...                          | Central Leeward Islets  |
| Blackfin Islet                                     | 26,000       | ...                          | Central Leeward Islets  |
| Motu Matawa ("White Tern Islet")                   | 17,000       | ...                          | Central Leeward Islets  |
| Emerald Islet                                      | 83,000       | ...                          | Central Leeward Islets  |
| Shark Islet                                        | 80,000       | ...                          | Central Leeward Islets  |
| Scarlet Crab Islet                                 | 5,000        | ...                          | Central Leeward Islets  |
| Motu Nautonga ("Sea Cucumber Islet")               | 3,000        | ...                          | Central Leeward Islets  |
| Azure Islet                                        | 2,000        | ...                          | Central Leeward Islets  |
| Reef Flat Islet                                    | 1,000        | ...                          | Central Leeward Islets  |
| Bird Islet                                         | 41,000       | ...                          | Central Leeward Islets  |
| Fishball Islet                                     | 6,000        | ...                          | Central Leeward Islets  |
| Motu Raurau ("Blue-Gray Noddy Islet")              | 35,000       | ...                          | Southern Leeward Islets |
| Motu Eitei ("Frigatebird Islet")                   | 14,000       | ...                          | Southern Leeward Islets |
| Pisonia Islet                                      | 24,000       | ...                          | Southern Leeward Islets |
| Motu Kimoa ("Rat Islet")                           | 18,000       | ...                          | Southern Leeward Islets |
| Motu Ana-Ana ("Anne's Islet")                      | 21,000       | ...                          | Southern Leeward Islets |
| Bosun Bird Islet                                   | 9,000        | ...                          | Windward Islets         |
| Windward Islet                                     | 114,000      | ...                          | Windward Islets         |
| Crescent Islet                                     | 31,000       | ...                          | Windward Islets         |
| Motu Atibu ("Coral Rubble Islet") 1)               | 200          | ...                          | Windward Islets         |
| North Pig Islet                                    | 54,000       | ...                          | Windward Islets         |
| Pig Islet                                          | 72,000       | ...                          | Windward Islets         |
| Skull Islet                                        | 200          | ...                          | Windward Islets         |
| North Brothers Islet                               | 17,000       | ...                          | Windward Islets         |
| Brothers Islet                                     | 43,000       | ...                          | Windward Islets         |
| Noddy Rock                                         | 200          | ...                          | Windward Islets         |
| North Arundel Islet                                | 9,000        | ...                          | Windward Islets         |
| Arundel Islet                                      | 73,000       | ...                          | Windward Islets         |
| Tridacna Islet                                     | 91,000       | ...                          | Windward Islets         |
| South Islet (Rimapoto)                             | 1,044,000    | ...                          | -                       |
| Caroline Atoll                                     | 3,987,600 2) | 9° 56′ 13″ S, 150° 12′ 42″ O | Caroline Atoll          |
| 1) reportedly disappeared in a February 1990 storm |              |                              |                         |
| 2) area in 1988, current area only 3,760,000       |              |                              |                         |